# Anne Drungis
Anne Mary Drungis (Brooklyn, 11 ottobre 1930 – South River, 15 luglio 2005) è stata una schermitrice statunitense.

## Biografia
Ha partecipato ai Giochi della XVIII Olimpiade di Tokyo nel 1964.

## Palmarès
In carriera ha conseguito i seguenti risultati:
- Giochi Panamericani:

San Paolo 1963: oro nel fioretto a squadre